# Laura Falero
Laura Falero (Canelones, 14 de enero de 1982) es una comediante, actriz, comunicadora y música feminista uruguaya.

## Trayectoria
Licenciada en Ciencias de la Comunicación, estudió en el Club de la Comedia de Montevideo. En 2009 se presentó al concurso "Patricia Stand Up". Fue una de las cinco finalistas, lo que la llevó a participar en una gira por varios departamentos del país hasta la presentación final en Montevideo.
En 2011, fue conductora de "Ilustres desconocidas", programa radial diario en Urbana FM, junto con la periodista María José Borges. Desde 2011 a 2013, participó de la obra de stand up "Gente como uno", liderada por el actor y comediante Agosto Silveira. Asimismo, trabajó como productora y guionista en Canal 4.
Escribió junto a Jorge Esmoris el libro "Esmoris Presidente" (2014) publicado por la editorial Fin de Siglo. A su vez, fue una de las entrevistadas para "Gente seria ː perfiles de uruguayos que hacen reir" (2014), libro escrito por Leonel García.
Tuvo una columna radial llamada "Laura UP" en el programa de Daniel Figares "Rompekbezas" en radio El Espectador. En 2015, creó y produjo "El camino del comediante", una serie web para Canal M de Montevideo Portal.
Estudió teatro en la Escuela de Emociones Escénicas a cargo de Angie Oña. Como actriz, protagonizó el corto de ficción audiovisual "Graciosa" (2018), dirigido y guionado por Mariana Olivera, y actuó en la puesta en escena de 2019 de "Éter retornable", obra escrita y dirigida por Angie Oña. También forma parte de "Diez de cada diez" performance dirigida por Valeria Piriz para denunciar los feminicidios en Uruguay.
Trabaja como guionista para organizaciones del ámbito público y privado. Así también, colabora con proyectos y agrupaciones como Radio Pedal, Horizonte de Libertades y Mujeres en el horno.

### Unipersonales
Falero ha creado y protagonizado los unipersonales de humor Graciosa (2016), Varona (2017), Normal (2018) y Muy completa (2019) en los que también hace música. Según la comediante, 
"El objetivo siempre es hacer reír, pero con actitud crítica, incomodando al otro. No me interesa que te quedes tranquilo y te vuelvas a tu casa, me gusta que vayas a un bar a charlar de lo que pasó. Si no, para mí no tiene mucho sentido. Hacer humor remarcando estereotipos sociales no me parece que sea productivo, y menos en esta etapa del mundo".